# Clematicissus
Clematicissus — рід рослин родини Виноградові (Vitaceae) з ареалом у Південній Америці й Австралії.

## Біоморфологічна характеристика
Ці рослини є ліанами або розлогими кущами з пальчастим листям. Листочки можуть бути яйцеподібними, еліптичними, ланцетними або навіть вузьколанцетними, залежно від виду. Багато видів клематицісу мають вусики – видозмінені стебла, що допомагають їм лазити. Квітки зазвичай дрібні та непомітні, часто зелені або жовтуваті. Плоди зазвичай схожі на ягоди та можуть бути чорними, пурпуровими або червонувато-пурпуровими.

## Види
1. Clematicissus angustissima (F.Muell.) Planch.
2. Clematicissus granulosa (Ruiz & Pav.) Lombardi
3. Clematicissus opaca (F.Muell.) Jackes & Rossetto
4. Clematicissus pruinata (Weinm.) C.A.Zanotti & Panizza
5. Clematicissus striata (Ruiz & Pav.) Lombardi
6. Clematicissus tweedieana (Baker) Lombardi

## Галерея

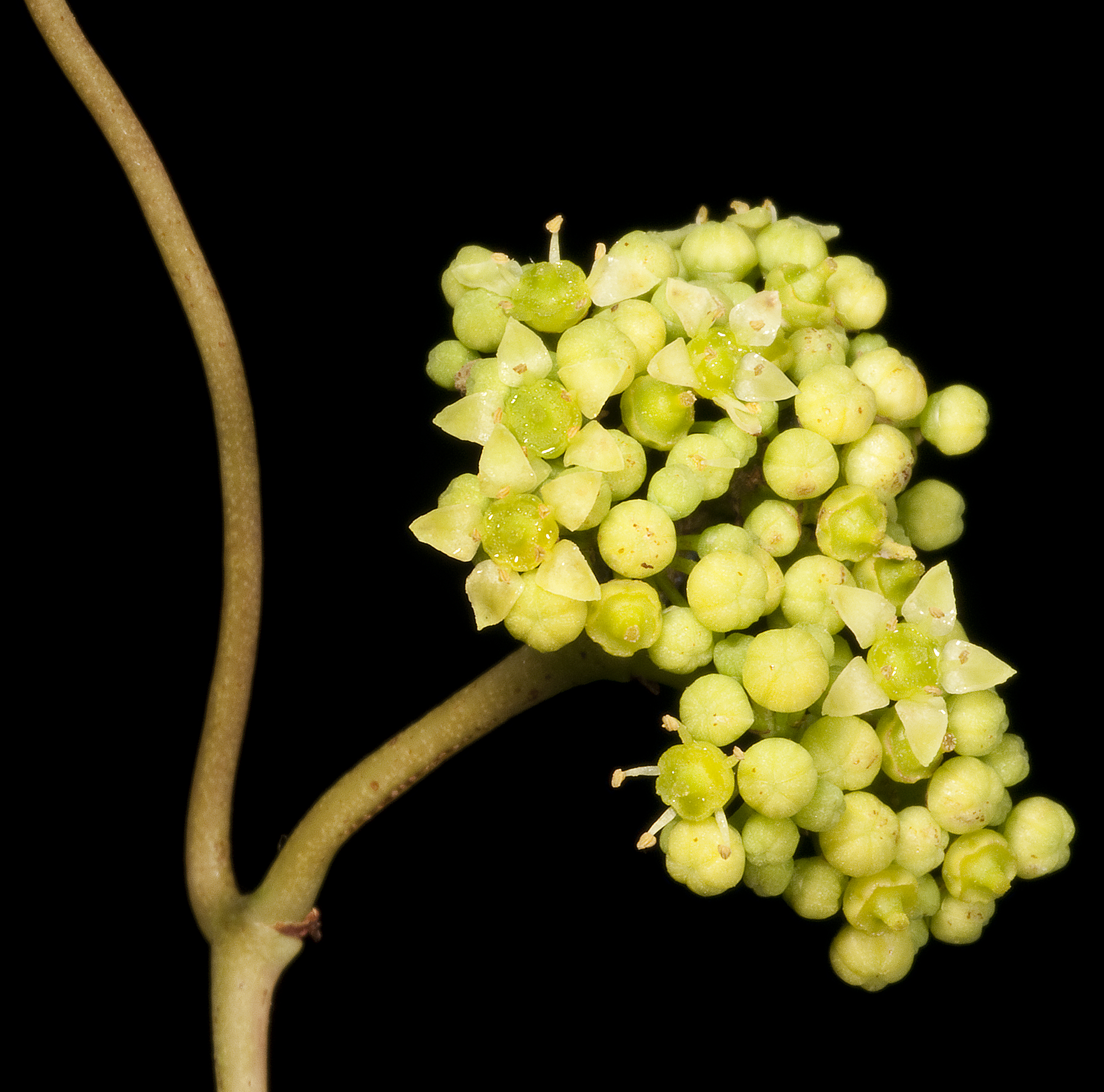
Clematicissus angustissima
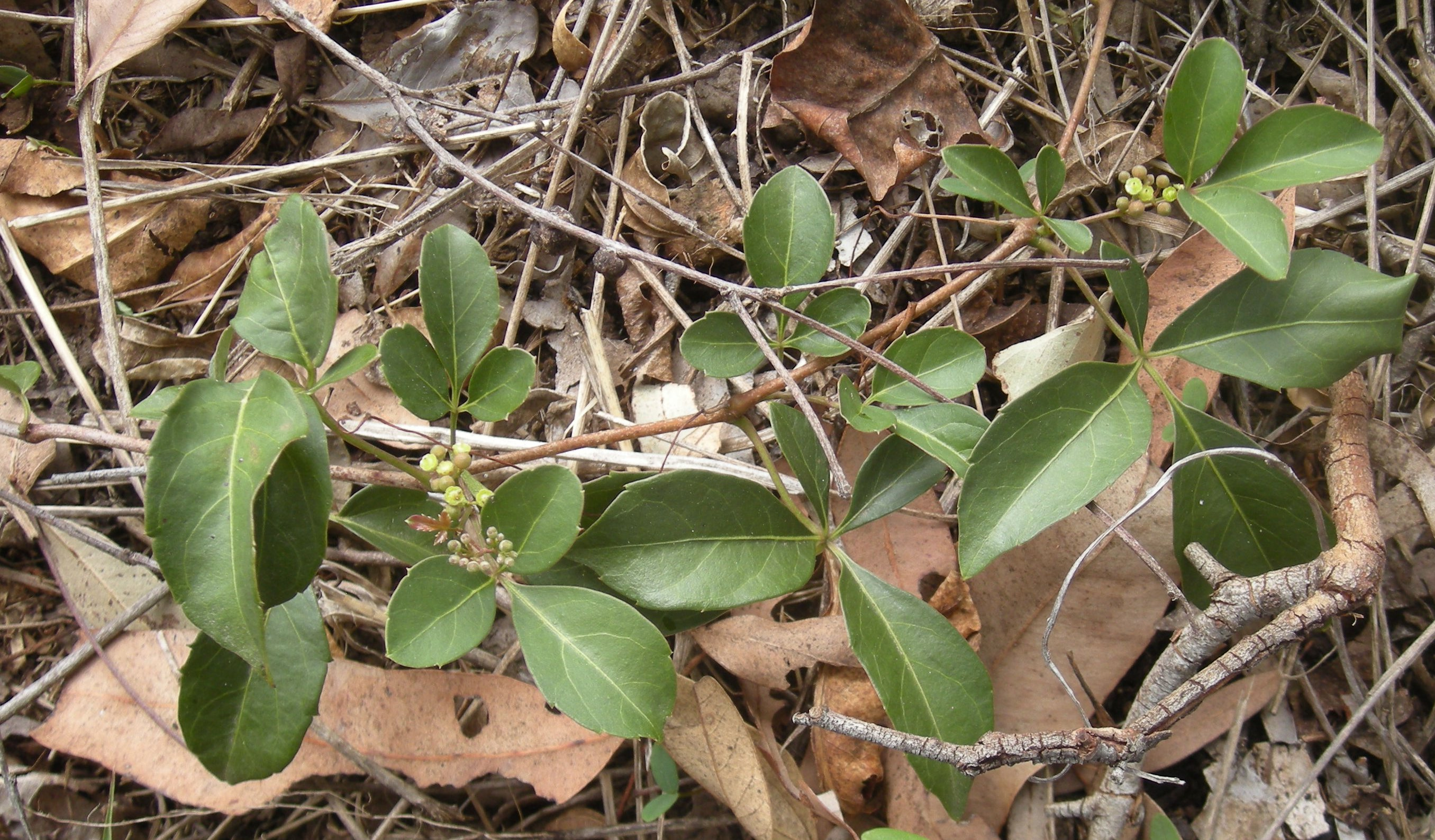
Clematicissus opaca